# Богацкий, Карл-Генрих
Карл-Генрих Богацкий (нем. Karl Heinrich von Bogatzky) (1690—1774) — немецкий богослов-пиетист, автор 441 евангелического гимна. Родился в деревне Янкове в Нижней Силезии (ныне Польша). Воспитывался как паж при дворе герцога в Вайсенфельсе. Претерпев духовное возрождение оставил двор. В 1715 году переехал в Галле, где начал изучать богословие. Написал ряд нравоучительных богословских произведений.